# Sève qui peut
Sève qui peut (Letterlijk: Plantensap dat kan) is een studioalbum van Ange. Het was wederom een conceptalbum met een verhaal vanuit de zomereik (Quercus Robur, Chênes pédonculé) in Belfort-du-Quercy, beginnend in 1709. Het album is opgedragen aan Christian Lebrun, een Franse rockster uit de groep Bijou. Opnamen vonden plaats in Pontarlier, Studio-Est en Midibox in Le Bar-sur-Loup.
De leiders van Ange, de broers Francis en Christian Décamps hadden de overige muzikanten van Ange aan de kant gezet en namen het album op met oudgedienden vanuit de beginperiode van de muziekgroep. Het betekende tevens een teruggang naar de progressieve rock, de jaren tachtigrock achter zich latend. Het concept uit het gelijknamige boek van Christian Décamps diende ook als toneelstuk en ballet en kwam tot stand in samenwerking met de gemeente en stad Belfort. Het verhaal is een eerbetoon aan de Franse Revolutie, bij uitgifte 200 jaar geleden.

## Musici
- Christian Décamps – zang
- Robert Defer, Jean-Michel Brézovar – gitaar
- Daniel Haas – basgitaar
- Francis Décamps – toetsinstrumenten
- Jean-Pierre Guichard – slagwerk

Met
- Bruno Nion – stem "Quercus Robur"

## Muziek
Alles van Christian (teksten) en Francis Décamps (muziek)

| Nr. | Titel                                                                                           | Duur |
| --- | ----------------------------------------------------------------------------------------------- | ---- |
| 1.  | Aimer / hair (Naissance de Quercus)                                                             | 7:55 |
| 2.  | Vivre avec le cœur (Les Phyrygiens du Val de Rosemont)                                          | 4:58 |
| 3.  | Les plaisirs faciles (Princes sans rire et crucifères)                                          | 4:16 |
| 4.  | L’or, l’argent et la lumière (Enfer en promotion)                                               | 7:12 |
| 5.  | Briser la glace (Vol de nuit des ecritures)                                                     | 5:32 |
| 6.  | Les amours-lumière (Naissance des États Généreux)                                               | 4:28 |
| 7.  | Non!! (Soeur Sihaire du couvent des pères verts (le bon dieu par devant et satan par derrière)) | 3:56 |
| 8.  | Grands sentiments (Révolution sévices compris)                                                  | 4:20 |
| 9.  | Sève qui peut (Supplique / L'être unique) (Le mot de passe)                                     | 8:06 |